# Уайбрехт, Эндрю
Э́ндрю Уа́йбрехт (англ. Andrew Weibrecht, род. 10 февраля 1986 года в Лейк-Плэсид, Нью-Йорк, США) — американский горнолыжник, двукратный призёр Олимпийских игр (2010 и 2014) в супергиганте. Наиболее успешно выступает в супергиганте.

## Карьера
Участвует в официальных соревнованиях с 2002 года.
Дебютировал в Кубке мира 30 ноября 2006 года в Бивер-Крик. Регулярно выступает в Кубке мира с 2008 года. За свою карьеру Эндрю шесть раз попадал в первую десятку на этапе Кубка мира (пять раз в супергиганте и один раз в скоростном спуске). На чемпионате мира 2009 года в Валь-д’Изере принял участие в трёх дисциплинах, лучший результат — 39-е место в супергиганте.
На зимних Олимпийских играх 2010 года в Ванкувере Эндрю Уайбрехт стал бронзовым призёром в супергиганте. В олимпийских соревнованиях по скоростному спуску он занял 21-е место.
Следующие четыре года после Игр в Ванкувере Уайбрехт не показывал высоких результатов (на чемпионате мира 2013 года в Шладминге его лучшим достижением было 22-е место в скоростном спуске). Однако на Играх 2014 года в Сочи Эндрю неожиданно вновь выиграл олимпийскую медаль в супергиганте, на этот раз серебро. В суперкомбинации Уайбрехт не смог завершить дистанцию слалома. На чемпионате мира 2015 года Эндрю смог пробиться в десятку сильнейших, заняв 9-е место в скоростном спуске.
5 декабря 2015 года впервые в карьере, уже будучи двукратным призёром Олимпийских игр, сумел попасть в тройку лучших на этапах Кубка мира — в Бивер-Крике Уайбрехт стал третьим в супергиганте. 22 января 2016 года стал вторым в супергиганте в Кицбюэле.

## Результаты

### Олимпийские игры
| Олимпийские игры | Скоростной спуск | Супергигант | Гигантский слалом | Слалом | Комбинация |
| ---------------- | ---------------- | ----------- | ----------------- | ------ | ---------- |
| Ванкувер 2010    | 21               | 3           | —                 | —      | 11         |
| Сочи 2014        | —                | 2           | —                 | —      | DNF2       |

### Чемпионат мира
| Чемпионат мира       | Скоростной спуск | Супергигант | Гигантский слалом | Слалом | Комбинация |
| -------------------- | ---------------- | ----------- | ----------------- | ------ | ---------- |
| Валь-д’Изер 2009     | DNF1             | 39          | —                 | —      | DNS2       |
| Шладминг 2013        | 22               | DNF1        | —                 | —      | —          |
| Вейл/Бивер-Крик 2015 | 9                | 20          | —                 | —      | 22         |
| Санкт-Мориц 2017     | —                | DNF1        | —                 | —      | —          |

## Личная жизнь
- Окончил школу зимних видов спорта в Парк-Сити в 2003 году, учится в Дартмутский колледж.
- В 2010 году принял участие в шоу «В Филадельфии всегда солнечно» в качестве приглашенной звезды.
- Уайбрехт известен под прозвищами «Warhorse» и «Warberg».